# Kolar (huyện)
Huyện Kolar là một huyện thuộc bang Karnataka, Ấn Độ. Thủ phủ huyện Kolar đóng ở Kolar. Huyện Kolar có diện tích 8223 ki lô mét vuông. Đến thời điểm năm 2001, huyện Kolar có dân số 2523406 người.